# Wycheproof
Wycheproof är en ort i Australien. Den ligger i kommunen Buloke och delstaten Victoria, omkring 250 kilometer nordväst om delstatshuvudstaden Melbourne. Wycheproof ligger 113 meter över havet och antalet invånare är 686.
Trakten runt Wycheproof är nära nog obefolkad, med mindre än två invånare per kvadratkilometer..
Trakten runt Wycheproof består till största delen av jordbruksmark. Genomsnittlig årsnederbörd är 403 millimeter. Den regnigaste månaden är juli, med i genomsnitt 55 mm nederbörd, och den torraste är januari, med 10 mm nederbörd.